# LeRoy Dixon
LeRoy Dixon (Estados Unidos, 20 de junio de 1983) es un atleta estadounidense, especialista en la prueba de relevos 4 x 100 m, con la que ha logrado ser campeón mundial en 2007.

## Carrera deportiva
En el Mundial de Osaka 2007 gana la medalla de oro en los relevos 4 x 100 metros, con un tiempo de 37.78 segundos que fue récord del mundo, por delante de los jamaicanos y británicos, y siendo sus compañeros de equipo: Darvis Patton, Wallace Spearmon y Tyson Gay.